# 울 엄마는 마피아
"울 엄마는 마피아"(영어: Mafia Mamma)은 2023년 공개한 미국, 영국, 이탈리아의 액션, 코미디, 드라마 영화이다.

## 출연

### 주연
- 토니 콜렛 : 크리스틴 역
- 모니카 벨루치 : 비앙카 역

### 조연
- 소피아 놈베티 : 제니 역
- 알레산드로 브레사넬로 : 돈 주세페 발바노 역
- 에두아르도 스카르페타 : 파브리시오 역
- 제이 나텔레 : 행크 역
- 빈센조 프리오타